# Vila dos Martins (Aquiraz)
Vila dos Martins é um povoado do município brasileiro de Aquiraz, no litoral leste da Região Metropolitana de Fortaleza, no estado do Ceará. Pertence ao distrito de Jacaúna e de acordo com o Instituto Brasileiro de Geografia e Estatística (IBGE), sua população no ano de 2010 era de 85 habitantes, sendo 46 mulheres e 39 homens, possuindo um total de 23 domicílios particulares.